# Opperste deurwachter

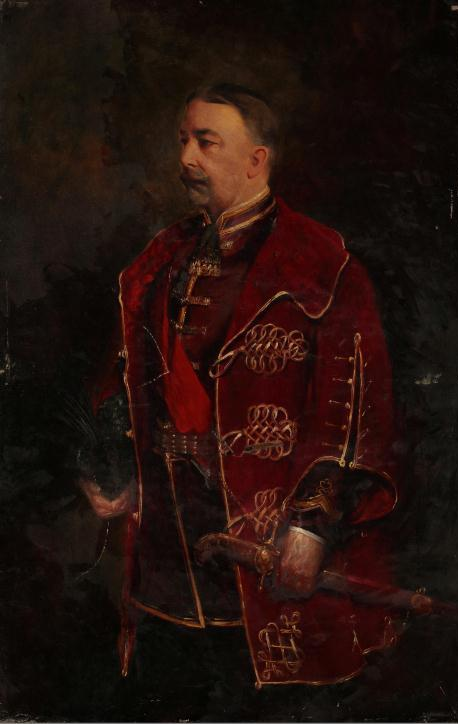
Graaf György Bánffy, opperste deurwachter sinds 1896

De koninklijke opperste deurwachter (Hongaars: királyi (fő)ajtónállómester, Latijn: Janitorum regalium magister, Duits: Königlicher Oberst-Türhüter) was een hoge ambtenaar in het koninkrijk Hongarije van begin 11e eeuw tot 1945. Aanvankelijk was de titel van dit ambt gespan van de wachters (Hongaars: csőszök ispánja, Latijn: comes preconum).

## Geschiedenis
De dragers van dit ambt zagen toe op wachters op de koninklijke landgoeden en aan het hof. Deze wachters stonden niet alleen in voor de bewaking, maar hadden ook een boodschappersfunctie. De opperste deurwachter stond in voor de veiligheid van de koning en de koninklijke familie en was een van de lagere baronnen van het koninkrijk. Bovendien was hij lid van de koninklijke raad. Vanaf de heerschappij van het het huis Anjou in de 14e eeuw werden de taken van de opperste deurwachter uitgevoerd door diens afgevaardigde, die doorgaans uit de lagere adel stamde. Later viel de functie samen met die van hofmaarschalk (Hongaars: udvarmester).
Na de Slag bij Mohács in 1526 behoorde de functie toe aan het Habsburgse hof. Vanaf 1608 zag de opperste deurwachter toe op de goede orde van de Hongaarse landdag. Da drager van het ambt was lid van het Hogerhuis (tot aan de Hongaarse Revolutie van 1848) en nadien van het Magnatenhuis tot de Tweede Wereldoorlog. Na 1848 was de functie weliswaar puur symbolisch.